# Fokker Rocks
Die Fokker Rocks sind Felsvorsprünge in der antarktischen Ross Dependency. Auf der Edward-VII-Halbinsel ragen sie unmittelbar südlich des Mount Schlossbach in den Rockefeller Mountains auf.
Die Benennung der Felsen nahm das Advisory Committee on Antarctic Names im Jahr 1971 vor. Namensgebend ist das Flugzeug vom Typ Fokker Universal, das Teilnehmer der ersten Antarktisexpedition (1920–1930) des US-amerikanischen Polarforschers Richard Evelyn Byrd beschädigt auf der Südseite des nahegelegenen Washington Ridge zurücklassen mussten. Charles Morrison vom United States Geological Survey besuchte das Flugzeugwrack am 31. Dezember 1966.